# Adolf Hilgenfeld
Adolf Bernhard Christoph Hilgenfeld (født 2. juni 1823 i Stappenbeck ved Salzwedel, død 12. januar 1907 i Jena) var en tysk teolog.
Efter studier i Berlin og Halle blev Hilgenfeld 1847 privatdocent i Jena, hvor han 1850 avancerede til ekstraordinær professor, 1869 til honorarprofessor og endelig 1890 til ordentlig professor. I teologiskt henseende hørte han til den såkaldte Tübingerskole, men førte dog på selvstændig måde dennes synspunkter videre. Han udfoldede en meget rig forfattervirksomhed, især om nytestamentlige spørgsmål eller emner fra urkristendommens historie.
Siden 1858 udgav han Zeitschrift für wissenschaftliche Theologie og næsten hvert eneste af dettes 4 årlige hæfter bragte en større afhandling fra hans hånd. Blandt hans øvrige skrifter kan nævnes Die jüdische Apokalyptik in ihrer geschichtlichen Entwickelung (1857), Historisch-kritische Einleitung in das Neue Testament (1875), Die Ketzergeschichte des Urchristenthums (1884), Novum Testamentum extra canonem receptum, I—IV (2. oplag 1876 ff.) og Acta apostolorum græce et latine (1899).